# Aeroportul Regional Monroe
Aeroportul Regional Monroe (IATA: MLU, ICAO: KMLU, FAA LID: MLU) este un aeroport din Louisiana, Statele Unite ale Americii ce deservește zona Monroe⁠(d). Aeroportul a fost tranzitat în 2019 de 231.186 de pasageri. A fost numit după zona deservită.
Situat la o altitudine de 24 m, aeroportul dispune de 3 piste.

## Infrastructură

### Piste
Aeroportul dispune de 3 piste: 
- pista 04/22 din asfalt, cu dimensiunile 7.505 picioare × 150 picioare
- pista 14/32 din asfalt, cu dimensiunile 4.999 picioare × 150 picioare
- pista 18/36 din asfalt, cu dimensiunile 5.001 picioare × 150 picioare